# あと1センチの恋
『あと1センチの恋』（原題: Love, Rosie）は、2014年のイギリス・ドイツ合作の恋愛映画。

## あらすじ
結婚式の日、ロージーはスピーチをしながら、過去を回想する。
ロージー（リリー・コリンズ）とアレックス（サム・クラフリン）は６歳の時からの親友だった。二人はよく見た夢の話をしていた。成長した二人は、ハイスクールの卒業パーティに一緒に行く予定だったが、ロージーはグレッグ（クリスチャン・クック）に、アレックスはベサニーに、それぞれ誘いを受ける。ロージーは、童貞であることに悩むアレックスに恋の助言をし、それぞれの相手と出かけることになる。やがてアレックスは童貞を卒業し、ベサニーとの関係を包み隠さずロージーに明かしたため、ロージーは嫉妬し、困惑する。
卒業パーティーの夜、ロージーはグレッグと一夜を共にする。クラスの人気者のグレッグはイメージに反し童貞で、避妊に失敗してしまう。ロージーはアレックスに助けを求め、病院で処置を受けて事なきを得たかに見えた。その帰り道、二人は高校卒業後、アレックスはハーバード大学医学部に、ロージーはボストン大学への進学を約束する。ロージーの夢は、大学でホテル経営を学び自分のホテルを持つことだった。ところがロージーが妊娠してしまい、アレックスに打ち明けることなくイギリスに残る。こうして、相手を想う気持ちを二人とも言葉にできないまま離れ離れになる。
カトリックである彼女は中絶することはなく、出産後に里子に出し、半年遅れで大学進学を目指すこととする。しかし、生まれてきたケイティを抱きしめると、自分の手で育てることを決心する。旧友にも出産したことを打ち明けることはできない。そんなある日、出産を知ったアレックスが急遽帰省する。二人は彼らを取り巻く状況が大きく変化したことを悟る。
ボストンに戻ったアレックスは、クラスメートのサリーと交際しつつ、ケイティの父親代わりとして交流を続ける。5年が経ったころ、ロージーはホテルの清掃婦として働き始め、実家を出て自立する。一方、ベサニーもグラビアモデルとして、雑誌の表紙を飾っていた。ケイティは小学校に入学、ロージーに新しい恋人もでき、またアレックスもサリーと破局寸前の頃、アレックスはロージーに夢の話をし、会いたいとメールする。
ロージーは淡い期待をしつつ、アメリカに向かう。二人は一晩をパーティーで楽しみ、親密になりそうだが、アレックスは躊躇い、距離を縮められない。アレックスはロージーを自宅に連れていく。そこにはアレックスのパートナーであるサリーが待ち構え、完璧なディナーを出して、ロージーに嫌みな態度を取る。サリーは妊娠12週で、それを隠そうとしたアレックスにもヒステリックに苛立ち、ディナーを滅茶苦茶にする。皆で、展覧会を見に行くが、サリーは知り合いを見つけると、人脈を築くチャンスとばかりにアレックスを連れ回る。ロージーは呆れて会場を飛び出し、アレックスはそれを追う。
ロージーはアレックスは現実逃避をしたかっただけ、と叱りつけ、今の彼が惨めな状況に置かれていることを自覚させようとする。アレックスは反発し、二人の仲は決裂する。イギリスに帰ったロージーの元を、グレッグが訪ねてくる。相変わらず軽薄だが、ロージーとの約束通り、グレッグはケイティに優しくし、ケイティも実父に懐いていく。ロージーはセクシーなグレッグと関係を修復し、待つのは疲れた、と彼との結婚を決意する。だが、アレックスは式に参列しなかった。新生活の中、アレックスが破局したことを知り、またケイティにも幼馴染の男友達トビーができていた。サリーは出産するが、傍らには新たな恋人がいた。
さらに数年後、両親は地中海へ旅立ち、勤務先のホテルにはスターになったベサニーが滞在することになった。ロージーはベサニーに、アレックスと連絡をするよう勧める。ほどなく父親が急死し、埋葬にはアレックスも駆けつける。父親の死を悲しむロージーに対し、グレッグは軽薄で思いやりのない態度を取り、アレックスは強く心配する。渡米前に「もっと深く愛されるべき」だと、手紙を送ったが、その手紙を見つけたグレッグは隠蔽し、生前の父親からの手紙だけを手渡す。ロージーは父からの手紙を読み、自分のホテルを持ちたい、という夢を大切にする気持ちが甦る。一方、アレックスに対しても、今が幸せだと告げる。
数か月後、ロージーはグレッグの不貞の疑惑を押さえ、現場のホテルに向かいグレッグを殴りつけて離別を決意する。家の中からグレッグに関するものをすべて処分する中で、隠された手紙を見つける。手紙の末尾には「今なら君を幸せにできる」だった。ロージーは慌ててアレックスに電話すると、ベサニーが出てしまう。すでに二人は婚約し、ロージーは花婿付添人を依頼される。悪天候で遅延する中、ロージー一行が到着すると、ちょうど二人は結婚式を挙げたところだった。
…かくして、物語冒頭のスピーチは一段落し、ロージーは「友情がお互いの人生を輝かせた」と、友人・兄弟としての愛情を伝えてスピーチを結ぶ。パーティーの終盤、ケイティが失踪し、アレックスとロージーは彼女を探す。ケイティはトビーにキスされたことに困惑して、悩んでいた。しかし、アレックスは、彼を拒むと、彼は他の女の子と一緒になってケイティを忘れる、乗り越えるためだけに必死になってしまうとアドバイスする。ケイティは、謝るトビーにキスで応え、二人はより強い絆で結ばれる。アレックスはロージーが酔いつぶれた18歳の夜、初めてキスしていたのだった。それは失敗に終わり、ロージーを乗り越える為に完璧な女性と幸せにならねば、と苦しんできたことを明かす。
しばらくして、ロージーは海辺の邸宅をホテルとして開業する。開業パーティーの最中、ホテルに宿泊客が訪れる。2番目の客はアレックスだった。アレックスが来るときに見た夢の通り、二人は長い旅の最後に、長年言えずに心の奥底にしまい込んでいた気持ちを告白した。

## キャスト
※括弧内は日本語吹替
- ロージー・ダン - リリー・コリンズ（藤村歩）
- アレックス・スチュワート - サム・クラフリン（高橋英則）
- グレッグ - クリスチャン・クック（時永洋）
- ルビー - ジェイミー・ウィンストン（渡辺明乃）
- ベサニー - スキ・ウォーターハウス（Lynn）
- サリー - タムシン・エガートン（加藤美佐）
- フィル - ジェイミー・ビーミッシュ （羽野大志郎）